# Abdelhamid Abou Zeid
Abdelhamid Abou Zeid, (ʿAbd al-Ḥamīd Abū Zayd - Amor Hammadou Mohamed Ghedeir - Abid Hammadou - Youcef Adel - Abou Abdellah) (Algeria, 4 settembre 1965 – Tigargara, 25 febbraio 2013), è stato un terrorista algerino.
Abdelhamid Abou Zeid (in arabo ﻋﺒﺪ ﺍﻟﺤﻤﻴﺪ ﺍﺑﻮ ﺯﻳﺪ‎?) è il nome di battaglia di un terrorista e narcotrafficante dalle più diverse identità, assunte per sfuggire all'identificazione, avendo egli rubato l'identità ad Abid Hammadou, morto in Ciad nel 2004.

## Biografia
Nato a Deb Deb, nella provincia di Illizu, da Mabrouk (Mabruk) e da Benarouba Bachira (Ben ʿArūba Bashīra), è il capo di un gruppo di circa 100 terroristi, appartenenti alla corrente del Gruppo Salafita per la Predicazione e il Combattimento affiliato ad al-Qa'ida dal 2008, agente dell'Insurrezione islamica nel Maghreb, nel Mali e paesi del Sahara.

## Attività criminale e omicidi
I terroristi di Al-Qa'ida nel Maghreb Islamico, il gruppo che ha rapito in Mauritania il sessantacinquenne Sergio Cicala, trasferito e detenuto nel nord del Mali, minacciano di ucciderlo se non saranno liberati alcuni loro compagni detenuti. Cicala è stato rapito assieme alla moglie originaria del Burkina Faso, Philomene Kaborè, 39 anni, il 17 dicembre 2009. Gli ostaggi sono stati liberati dopo 4 mesi.
Abdelhamid Abou Zeid, nel 2009, ha decapitato l'ostaggio britannico Edwin Dyer, rapito nel Sahara lo scorso gennaio, perché il governo britannico non ha scarcerato l'islamista giordano Abu Qatada, condannato all'ergastolo in Giordania per terrorismo. Edwin Dyer è stato rapito alla frontiera tra Niger e Mali mentre, con un gruppo di turisti europei, stava partecipando a un festival di musica africana.
Abdelhamid Abou Zeid è accusato di aver partecipato al sequestro di 32 turisti europei nel 2003.
Maria Sandra Mariani, originaria di San Casciano Val di Pesa (Firenze), 53 anni, un figlio di 30, titolare di un agriturismo, è stata sequestrata il 2 febbraio ad Alidem, nel Sud dell'Algeria. Liberata dopo 1 anno e 2 mesi di prigionia.
Nel 2012, ha proposto di rilasciare Stephen Malcolm, un ostaggio britannico, rapito in novembre in Mali, se Abu Qatada, attualmente in arresto a Londra, dovesse essere liberato e non estradato in Giordania. Stephen Malcolm è stato rapito assieme a due colleghi, un olandese, Jacobus Nicolo Ruke, e uno svedese, Nils Joan Viktor Gustafson, il 25 novembre scorso a Timbuktu, davanti al suo albergo. Un quarto uomo, un tedesco, è stato ucciso a sangue freddo perché si era rifiutato di entrare nell'auto dei rapitori.

## Condanne
Abdelhamid Abou Zeid è stato condannato in contumacia, all'ergastolo, da un tribunale di Algeri.

## Uccisione
Il 28 febbraio 2013 la rete televisiva indipendente algerina Ennahar TV diede notizia della morte di Abou Zeid, avvenuta il 25 febbraio precedente nella regione di Tigargara, nel nord del Mali, durante uno scontro tra guerriglieri islamisti e truppe francesi e ciadiane nell'ambito della più ampia guerra in Mali; il 1º marzo 2013 il presidente ciadiano Idriss Déby diede conferma della notizia, poi ufficialmente ammessa dalla stessa al Qa'ida il 5 marzo seguente.